# Baie Nord
La baie Nord  (baía Norte, en portugais) est située au Brésil, dans l'État de Santa Catarina. La baie est formé par l'espace limité entre l'île de Santa Catarina et le continent. Elle est séparée de la baie Sud, par le canal située entre les parties continentale et  insulaire de la municipalité de Florianópolis.

## Généralités
Le littoral de la baie est formé de plusieurs municipalités : Florianópolis, São José, Biguaçu et Governador Celso Ramos. Autour de la baie, on trouve la principale avenue de Florianópolis, l'avenue Beira-mar Norte (av. Rubens de Aruda Ramos) avec ses dizaines d'immeubles résidentiels.

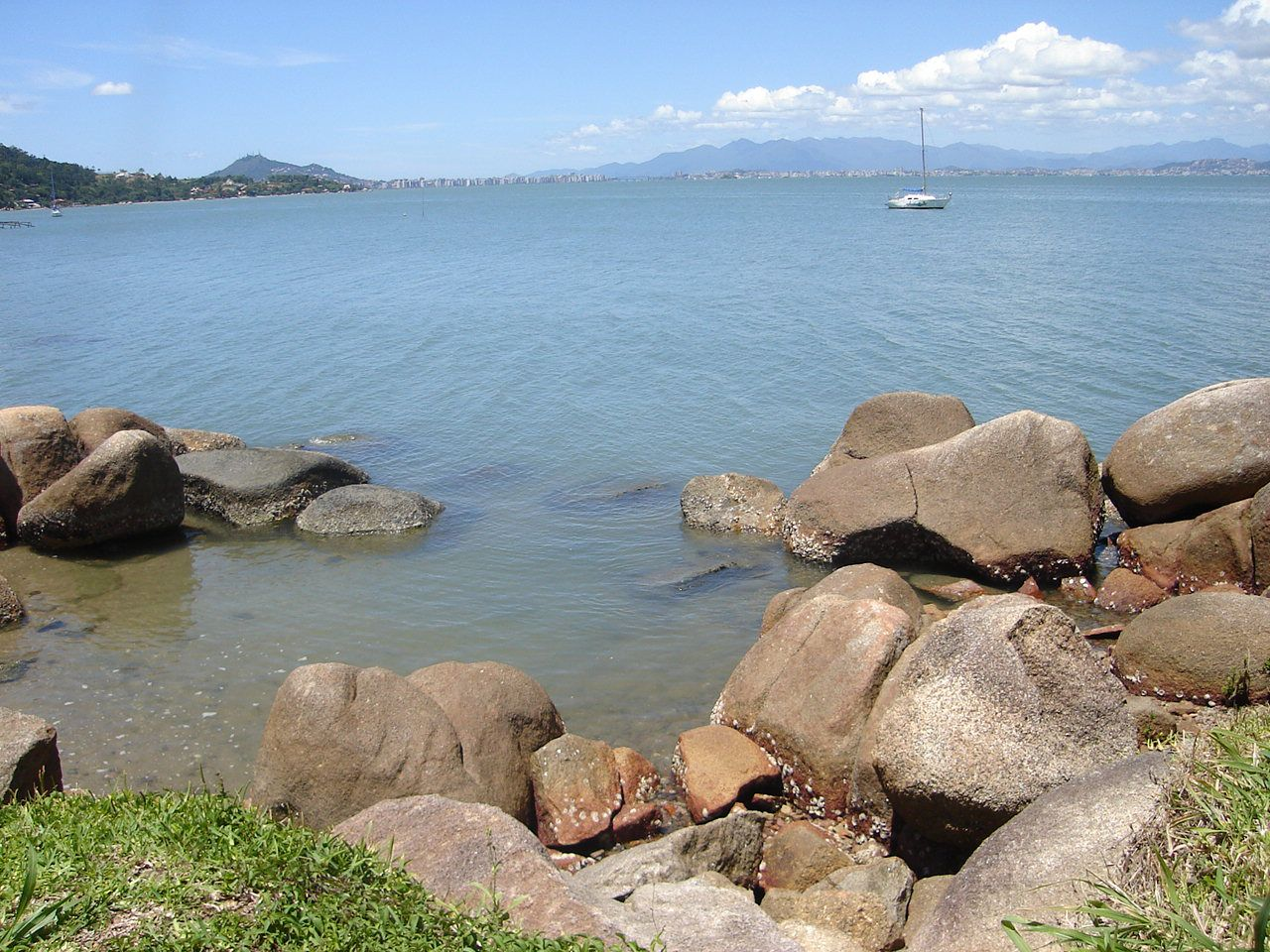
Vue de la baie Nord, depuis la plage de Sambaqui

Plusieurs îles parsèment la baie Nord. Les plus connues sont l'île d'Anhatomirim et l'île de Ratones Grande. Sur ces deux îles sont construites des forteresses coloniales.
Les principaux cours d'eau qui se jettent dans la baie Nord sont, du côté insulaire, le rio Ratones et, du côté continental, le rio Büchler (qui marque la frontière nord entre Florianópolis et São José) et le rio Biguaçu.
Les rives de la baie Nord comportent trois grandes mangroves, toutes situées sur l'île : Itacorubi, Saco Grande et Ratones.
Un système de forteresses défendait l'accès à Florianópolis (alors Nossa Senhora de Desterro) à l'époque coloniale : Anhatomirim, Ratones et Ponta Grossa.